# Giorno di gelo
In meteorologia, un giorno di gelo è un giorno nel quale la temperatura raggiunge o scende sotto 0 °C. Questo avviene soprattutto la notte, o verso l'alba, quando è minimo l'irraggiamento solare e massima la perdita di calore da parte delle superfici, ma può accadere, nel caso di avvezioni fredde, in particolare con venti forti e copertura nuvolosa, che la temperatura minima si registri anche durante il dì.
Se la temperatura durante tutto il giorno rimane sotto 0 °C, si parla correttamente di giorno di ghiaccio.

## In Italia
Ad eccezione delle zone costiere, in particolare quelle centromeridionali, tutta l'Italia nella stagione invernale è soggetta a giorni di gelo. Raramente però il periodo di gelo dura molte ore: anche nelle zone di pianura, dove si registrano le minime più basse (come Bolzano, Pianura Padana e Valdarno), il gelo dura di solito solo poche ore: fanno eccezione le zone padane soggette a nebbia, dove risulta bassa l'escursione termica.
In montagna, i giorni di gelo sono naturalmente molto più comuni, anche se la perdita di calore durante la notte è relativamente minore rispetto alle pianure, almeno lungo i pendii; sono comuni anche in primavera e autunno e sulle montagne più alte, anche d'estate.

## In Europa
Tutta l'Europa, per lo meno nella stagione invernale, è soggetta a giorni di gelo. Le uniche zone che non conoscono periodi di gelo (se non nel caso di ondate di freddo intenso) sono quelle costiere oceaniche (come le isole Scilly) e quelle dell'Europa meridionale dal clima subtropicale (come Gibilterra, Lampedusa e Creta)